# Base Aérea de Canoas
Base Aérea de Canoas är en flygbas i Brasilien. Den ligger i kommunen Canoas och delstaten Rio Grande do Sul, nära staden Porto Alegre i den södra delen av landet, 1 600 km söder om huvudstaden Brasília. 